# Edwin Jowsey
Edwin Jowsey (ur. 5 maja 1986 w Whitby) – brytyjski kierowca wyścigowy.

## Kariera
Jowsey rozpoczął karierę w wyścigach samochodowych w 2003 roku, od startów w British Historic Formula Junior Championship, gdzie zdobył tytuł mistrzowski. W późniejszych latach startował w AMOC Miller Oils Historic Formula Junor Championship (mistrz w serii 2 2004 roku), Formule Palmer Audi, Pacyficznej Formule 3, Formule Renault 3.5, Międzynarodowej Formule Master oraz w mniejszych seriach. W prestiżowych Formule Renault 3.5 startował w 2006 roku, jednak nie zdołał zdobyć punktów.

## Statystyki
| Sezon | Seria                                                       | Zespół                         | Wyścigi | Zwycięstwa | PP | NO | Podium | Punkty | Pozycja |
| ----- | ----------------------------------------------------------- | ------------------------------ | ------- | ---------- | -- | -- | ------ | ------ | ------- |
| 2003  | British Historic Formula Junior Championship                | Team Jowsey                    | 10      | 8          |    |    |        | 80     | 1       |
| 2004  | AMOC Miller Oils Historic Formula Junor Championship        | Lotus 22                       | 12      | 8          | 5  | 7  | 9      | 90     | 1       |
| 2005  | BRSCC DACS ARP Formula 3 Championship                       |                                | 9       | 2          | 3  | 3  | 5      | 0      | NS†     |
| 2005  | Formuła Palmer Audi                                         |                                | 7       | 0          | 0  | 0  | 1      | 61     | 18      |
| 2005  | Goodwood Revival - Chichester Cup                           |                                | 1       | 1          | 1  | 1  | 1      | N/A    | 1       |
| 2006  | Formuła Renault 3.5                                         | Comtec Racing                  | 1       | 0          | 0  | 0  | 0      | 0      | 46      |
| 2007  | Formuła 3 Asia Pacific                                      | Aran Racing                    | 4       | 0          | 0  |    | 1      | 28     | 8       |
| 2008  | Edge Club Formula 3 Series                                  | Team Jowsey                    | 10      | 7          | 5  | 6  | 9      | 143    | 1       |
| 2008  | FJHRA/HSCC Miller Oils Historic Formula Junior Championship |                                | 8       | 7          | 7  | 8  | 8      | 76     | 3       |
| 2009  | BRSCC F3 Cardinus Championship                              |                                | 6       | 5          | 6  | 4  | 5      |        | 5       |
| 2009  | FIA Lurani Trophy for Formula Junior Cars - Class E         |                                | 2       | 2          | 0  | 2  | 2      | 0      | NS†     |
| 2009  | Międzynarodowa Formuła Master                               | TSP - Talent Support Programme | 2       | 0          | 0  | 0  | 0      | 0      | NS      |

† – Jowsey nie był zaliczany do klasyfikacji.

## Wyniki w Formule Renault 3.5
| Legenda oznaczeń w tabelach wyników Wyświetl szablon na nowej stronie | Legenda oznaczeń w tabelach wyników Wyświetl szablon na nowej stronie                                                                     |
| Oznaczenie                                                            | Wyjaśnienie |
| --------------------------------------------------------------------- | --- |
| Złoty                                                                 | Zwycięzca lub mistrzostwo |
| Srebrny                                                               | 2. miejsce lub wicemistrzostwo |
| Brązowy                                                               | 3. miejsce lub II wicemistrzostwo |
| Zielony                                                               | Ukończył, punktował (w klasyfikacji generalnej, gdy zdobył co najmniej jeden punkt na przestrzeni sezonu, poza trzema powyższymi opcjami) |
| Niebieski                                                             | Ukończył, nie punktował (w klasyfikacji generalnej, gdy nie zdobył co najmniej jednego punktu na przestrzeni sezonu)                      |
| Czerwony                                                              | Nie zakwalifikował się (NZ) |
| Czerwony                                                              | Nie prekwalifikował się (NPK) |
| Różowy                                                                | Nie ukończył (NU) |
| Różowy                                                                | Niesklasyfikowany (NS) (w klasyfikacji generalnej, gdy nie został sklasyfikowany w żadnym wyścigu sezonu)                                 |
| Czarny                                                                | Zdyskwalifikowany (DK) |
| Czarny                                                                | Wykluczony (WYK/EX) |
| Biały                                                                 | Nie wystartował (NW) |
| Biały                                                                 | Kontuzjowany (K/INJ) |
| Biały                                                                 | Wyścig odwołany (OD/C) |
| Bez koloru                                                            | Został wycofany (WYC/WD) |
| Bez koloru                                                            | Nie przybył (NP/DNA) |
| Bez koloru                                                            | Nie brał udziału w treningach (NT/DNP) |
| Bez koloru                                                            | Nie został zgłoszony (–) |
| Pogrubienie                                                           | Start z pole position |
| Kursywa                                                               | Najszybsze okrążenie wyścigu |
| †                                                                     | Nie ukończył, ale jego rezultat został zaliczony ze względu na przejechanie więcej niż 90% dystansu wyścigu.                              |
| *                                                                     | Sezon w trakcie |
| 1/2/3                                                                 | Punktowana pozycja w sprincie kwalifikacyjnym                                                                                             |
| Lista systemów punktacji Formuły 1                                    | |

| Rok  | Zespół        | Wyniki w poszczególnych eliminacjach | Wyniki w poszczególnych eliminacjach | Wyniki w poszczególnych eliminacjach | Wyniki w poszczególnych eliminacjach | Wyniki w poszczególnych eliminacjach | Wyniki w poszczególnych eliminacjach | Wyniki w poszczególnych eliminacjach | Wyniki w poszczególnych eliminacjach | Wyniki w poszczególnych eliminacjach | Wyniki w poszczególnych eliminacjach | Wyniki w poszczególnych eliminacjach | Wyniki w poszczególnych eliminacjach | Wyniki w poszczególnych eliminacjach | Wyniki w poszczególnych eliminacjach | Wyniki w poszczególnych eliminacjach | Wyniki w poszczególnych eliminacjach | Wyniki w poszczególnych eliminacjach | Punkty | Pozycja |
| ---- | ------------- | ------------------------------------ | ------------------------------------ | ------------------------------------ | ------------------------------------ | ------------------------------------ | ------------------------------------ | ------------------------------------ | ------------------------------------ | ------------------------------------ | ------------------------------------ | ------------------------------------ | ------------------------------------ | ------------------------------------ | ------------------------------------ | ------------------------------------ | ------------------------------------ | ------------------------------------ | ------ | ------- |
| 2006 | Comtec Racing | ZOL                                  | ZOL                                  | MON                                  | TUR                                  | TUR                                  | ITA                                  | ITA                                  | SFR                                  | SFR                                  | DEU                                  | DEU                                  | GBR                                  | GBR                                  | FRA                                  | FRA                                  | ESP                                  | ESP                                  | 0      | 46      |
| 2006 | Comtec Racing | 23                                   | NZ                                   | –                                    | –                                    | –                                    | –                                    | –                                    | –                                    | –                                    | –                                    | –                                    | –                                    | –                                    | –                                    | –                                    | –                                    | –                                    | 0      | 46      |